# Párrafo (signo ortográfico)
El signo de párrafo o signo de parágrafo (§; también se conoce simplemente como párrafo o parágrafo) es un signo ortográfico auxiliar utilizado para designar un párrafo o una sección (v. gr., «véase la obra de G., cap. 6, § 7a»). Va seguido de un espacio duro y del identificador (números o letras) que remite el párrafo al que se refiere. 
La Ortografía de la lengua española, de la Real Academia Española y la Asociación de Academias de la Lengua Española, iguala el signo de párrafo a un símbolo y da esta razón para señalar que no se duplique («lo adecuado es escribir § 5 y 7 y no ⊗§§ 5 y 7»), ya que los símbolos son invariables en plural.
El tipógrafo, ortógrafo, ortotipógrafo y bibliólogo José Martínez de Sousa, tanto en su Ortografía y ortotipografía de la lengua española como en otros tratados ortográficos, ortotécnicos y tipográficos suyos previos, también indica que el signo de párrafo no debe duplicarse. No obstante, Martínez de Sousa clasifica este signo como signo ortográfico auxiliar, no como símbolo, y no explica la razón por la cual no se duplica, aunque probablemente se deba a la simple tradición. Pero sí dice que el signo de párrafo, junto con el calderón y la cruz u óbelo, se usan como llamada de nota (y en su correspondiente notación) en la tipografía anglosajona, con lo cual sí se presta a la posibilidad de duplicarlo o multiplicarlo (al igual que otros signos ortográficos auxiliares, como el asterisco) y no se comporta, por tanto, como un símbolo.
El calderón (¶) es también un signo ortográfico auxiliar que ha caído en desuso y que indicaba el inicio de un párrafo; hoy se utiliza para introducir alguna observación adicional en el texto. Todavía se utiliza en algunos procesadores de texto para marcar el final de un párrafo cuando aparecen caracteres ocultos.